# Trefaldighetskyrkan, Halmstad

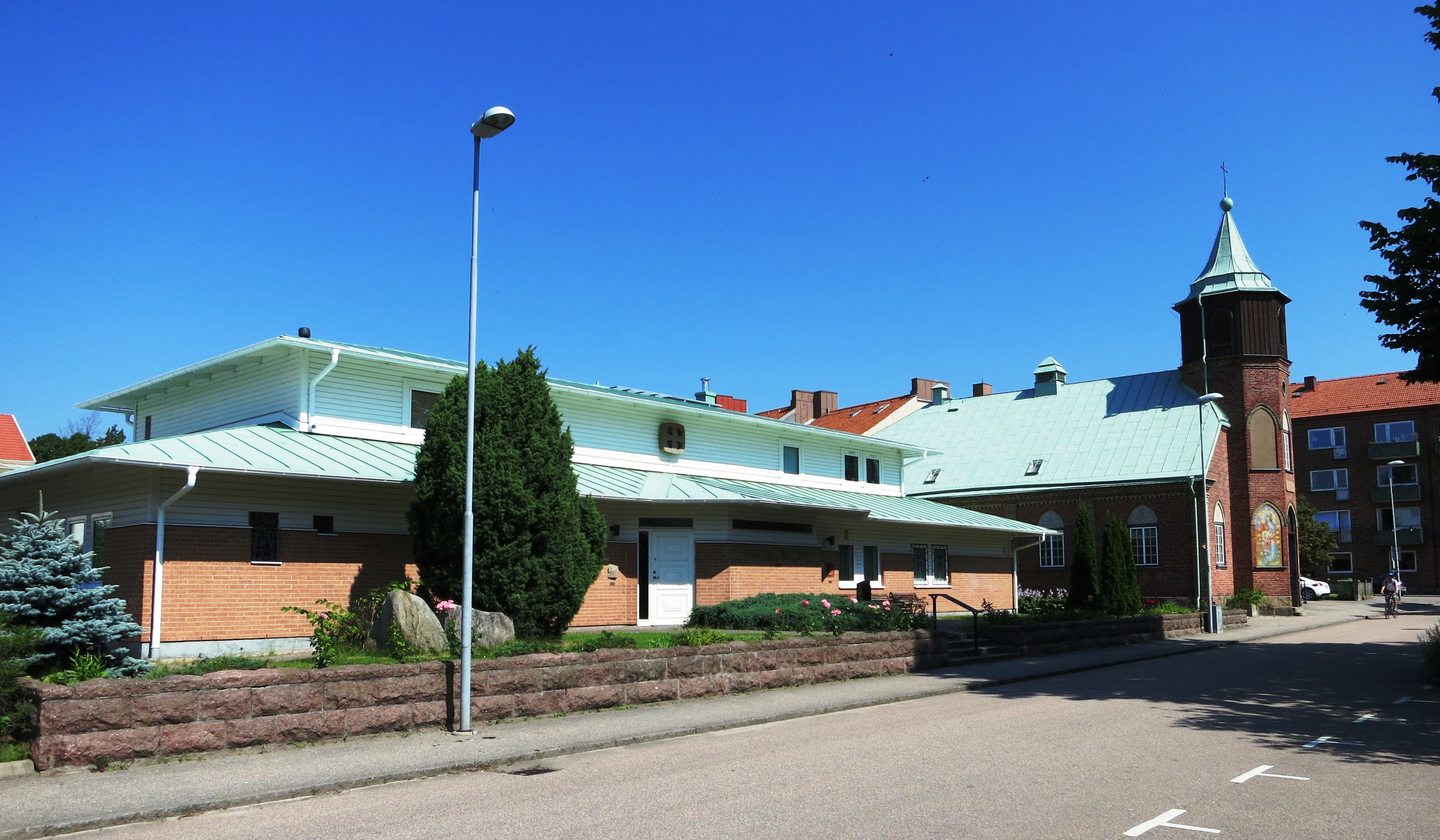
Trefaldighetskyrkan med Mariagården i förgrunden

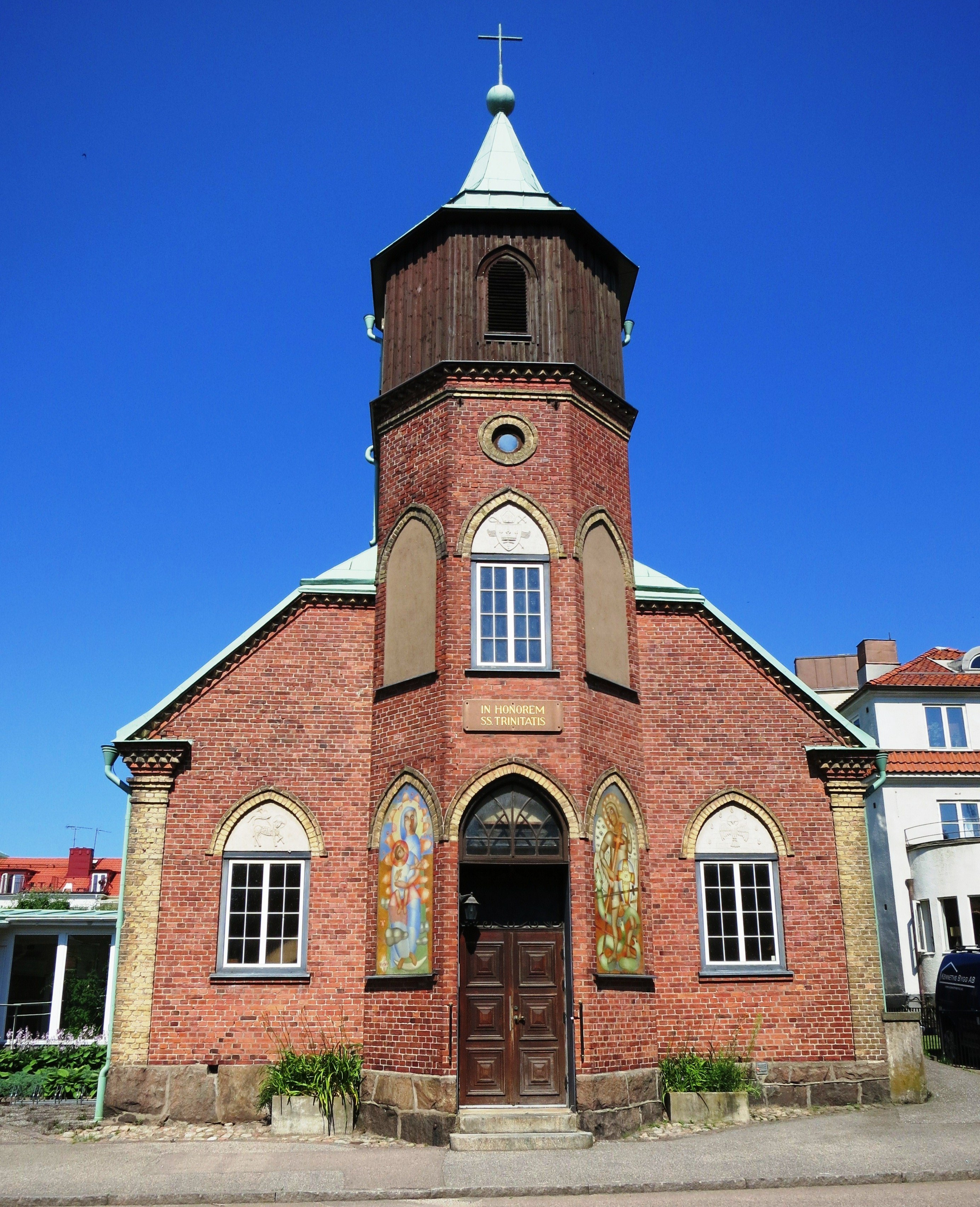
Trefaldighetskyrkan i Halmstad

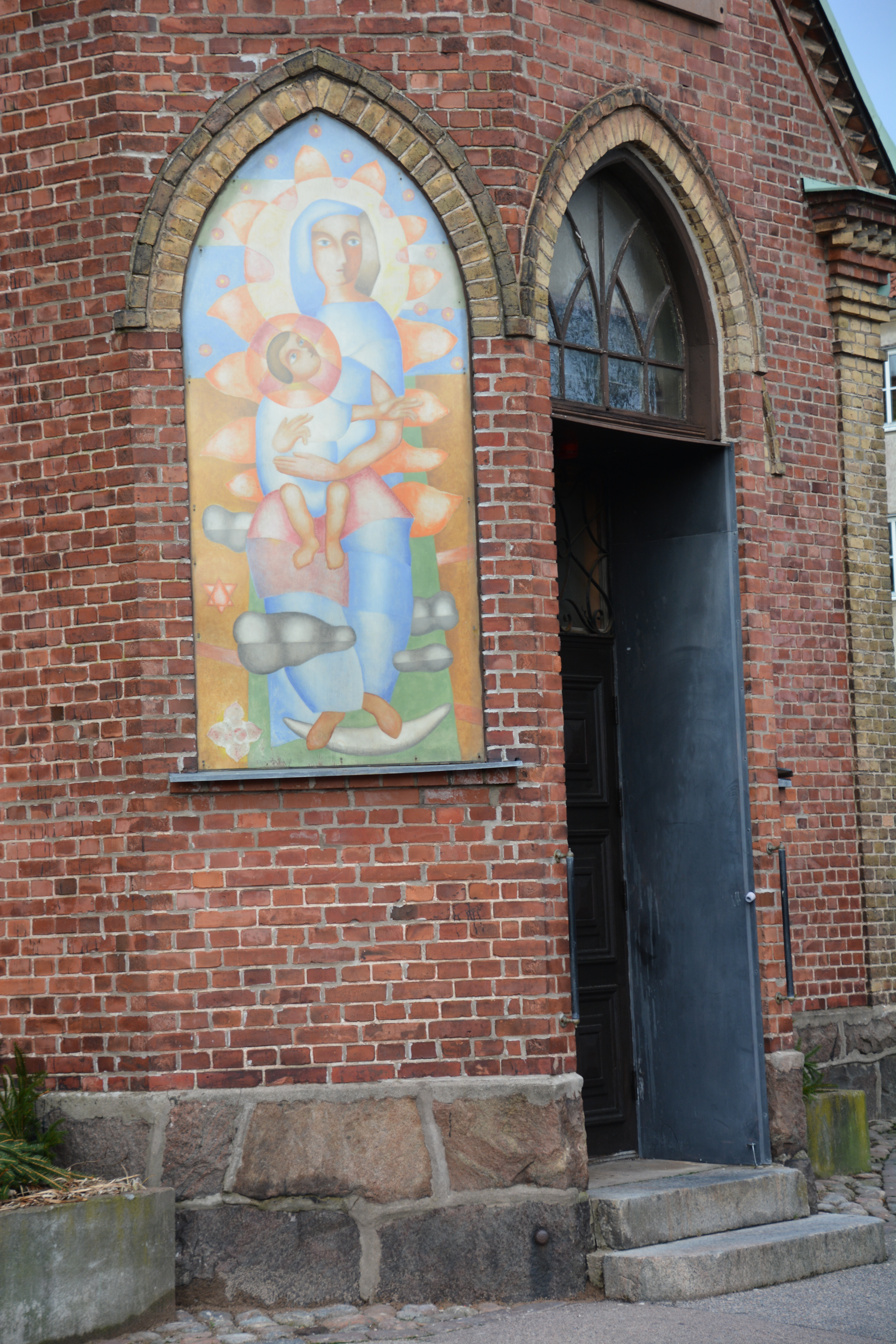
Målad fält av Erik Olson vid entrén

Trefaldighetskyrkan är en romersk-katolsk kyrkobyggnad i Halmstad i Halland. Den tillhör S:ta Maria katolska församling i Stockholms katolska stift.

## Historia
Efter 1945 började allt fler katoliker bosätta sig i Halmstad. Ett kapell ställdes i ordning 1948 i en förvärvad fastighet på Norra Vägen 10. Kapellet vigdes till Den Heliga Trefaldigheten. Fram till 1981 användes fastigheten som katolsk kyrkolokal och från 1974 fanns även församlingslokaler och pastorsexpedition där. 

## Kyrkobyggnad
Den nuvarande katolska kyrkan byggdes som Metodistkyrka 1890. Efter att metodisterna byggt en ny och större kyrka på Skolgatan togs byggnaden över av IOGT-logen. Lokalen invigdes som ordenshus 1903 och Godtemplarorden blev kvar till 1922. År 1928 övertog Missions sällskapet Bibeltrogna Vänner lokalen och använde den fram till 1975 under namnet Lutherska missionskyrkan. År 1980 köpte den katolska församlingen denna lokal på Falkenbergsgatan 4-6.
Altaret från kapellet flyttades hit liksom ett par dekorativa järnsmidda grindar. Efter en i övrigt omfattande renovering kunde Trefaldighetskyrkan välsignas som katolsk kyrka av biskop Hubertus Brandenburg den 24 maj 1981, sjätte påsksöndagen.
Kyrkan är rikt smyckad med konst av konstnären Erik Olson i Halmstadgruppen.

## Inventarier
- Konstnären Erik Olson i Halmstadgruppen tillhörde församlingen. Han engagerade sig i kapellets och inte minst i kyrkans utsmyckning. Över huvudingången målade Erik Olson en symbolisk framställning av Treenigheten. Interiören smyckades av Erik Olson. En ikonostas med rik, central symbolik skapade han på väggen ovanför absiden. Två färgglasfönster, som han signerat 1955, flyttades från kapellet på Norra vägen till nuvarande kyrka. Veronicas svetteduk placerades över sidoaltaret till vänster och till höger över dopfunten fick den Glädjerika Herrens Moder och Jesusbarnet plats. Korsvandringens fjorton stationer av Erik Olson pryder kyrkorummets övriga väggar och den bryts mellan 6:e och 7:e stationen av Alla smärtors Moder, som följer sin Son under lidandets väg.
- Tabernaklet är placerat på sidoaltaret, skapad av den tyske kyrkokonstnären Egino Weinert, en gåva från Liobasystrarna i Köpenhamn.
- Träskulptur föreställande Johannes Döparen, placerad på dopfunten, en gåva från klostret S:t Ansgar i Nütschau.
- Orgeln är byggd av Starup & Söns Orgelbyggeri i Köpenhamn och har tidigare använts i Martin Luthers kyrka i Halmstad. Den invigdes i Trefaldighetskyrkan 1999.
- En kyrkklocka, Ansgarsklockan, är en gåva från benediktinklostret i Nütschau. Den andra göts 1987 på Ohlssons klockgjuteri i Ystad.

## Mariagården
År 1980 startade planeringen av ett församlingshem i anslutning till den ny Trefaldighetskyrkan. Tomten inköptes 1981. Församlingens egen medlem, arkitekt Kornél Eltér ritade byggnaden och år 1984 kom biskop Hubertus Brandenburg till Halmstad och välsignade grundstenarna till församlingshemmet. Den ena var tagen från Övraby kyrkoruin. Där hade Halmstads första katolska kyrka byggts på 1100-talet. Den andra stenen hade tagits från församlingens första lokal på Norra vägen. Mariagården stod färdig och invigdes 1985 av biskop Hubertus. 

Entréhallen pryds av en nygotisk Mariastaty och runt entréhallens väggar löper ett vågrätt band av helgonbilder som målats av kyrkoherde Engelhart. Samlingssalens väggar pryds av Erik Olsons konst och ett glasfönster, som han också skapat, har flyttats från kapellet på Norra vägen. 

Utöver samlingssal har Mariagården lokaler för pastorsexpedition, arkiv och undervisning. På övervåningen finns en lägenhet ämnad för församlingens präst.

### Fotnoter
1. ↑  ”Församlingens historia”. Sankta Maria katolska församling. Arkiverad från originalet den 18 juni 2018. https://web.archive.org/web/20180618192310/http://sanktamariakatolskaforsamling.se/Forsamlingens_Historia.html. Läst 14 maj 2018.